# 莫斯科宣言
《莫斯科宣言》，是1943年10月30日莫斯科会议期间签署的四项宣言。該宣言由四強美国、英国、苏联和中華民國签署。会议上签署了四项宣言：《共同安全宣言》、《关于意大利宣言》、《关于奥地利宣言》和《关于暴行宣言》。
在中華民國，《莫斯科宣言》通常專指《共同安全宣言》，又稱《四強宣言》。

## 宣言內容

### 共同安全宣言
《共同安全宣言》中，中美英蘇，根据1942年1月的《联合国共同宣言》及後續宣言，继续对分别与之交战的轴心国采取敌对行动，直到軸心國无条件投降为止。 四強也认识到，为了维护国际和平与安全，有必要在实际可行的最早日期，根据所有爱好和平国家都接受的主权平等原则，不分大小，建立对所有国家开放的一般性国际组织，即日後的聯合國。

### 关于意大利宣言
《关于意大利的宣言》中，美英蘇宣布，將彻底消灭法西斯主义及其影响，并给予意大利人民机会，在民主原则的基础上建立政府和其他機關。

### 关于奥地利宣言
《关于奥地利的宣言》中，美英苏三国宣布，德国吞并奥地利无效。在战胜纳粹德国后，將建立一个自由的奥地利。
「联合王国、苏联和美利坚合众国政府同意，成为希特勒侵略第一個受害者的自由国家奥地利应从德国的统治下解放出来。
「他们认为1938年3月15日德国强行吞并奥地利是无效的。他们认为自那天以来在奥地利发生的任何变化对他们没有任何约束力。他们宣布，他们希望看到重新建立一个自由和独立的奥地利，从而为奥地利人民本身以及将面临类似问题的邻国开辟道路，找到政治和经济安全，这是持久和平的唯一基础。
「然而，奥地利需因站在希特勒德國一側参加战争、在最终解决方案中扮演的角色，而負起無從迴避的責任。」

### 关于暴行宣言
美国总统小罗斯福、英国首相邱吉尔和苏联部长会议主席史達林签署了《關於暴行宣言》。他们指出，「希特勒的部队在他们占领的及政被逐出的许多国家犯下了暴行、屠杀和冷酷无情的大规模处决，其证据......」他们接着说，德国人将被送回他们犯下罪行的国家，并「由他们所激怒的人民审判」。 德國人的犯罪行为不受地理範圍限制，将受到同盟国政府联合决定的惩罚。
《关于暴行宣言》主要是由邱吉尔起草的，促成欧洲咨询委员会的成立。歐洲諮詢委员会起草了《紐倫堡法庭憲章》。